# Nathan Kress
 (avril 2016).
Si vous disposez d'ouvrages ou d'articles de référence ou si vous connaissez des sites web de qualité traitant du thème abordé ici, merci de compléter l'article en donnant les références utiles à sa vérifiabilité et en les liant à la section « Notes et références ».
Nathan Kress est un acteur, mannequin et réalisateur américain, né le 18 novembre 1992 à Glendale, Californie.  Il a commencé sa carrière de comédien à l'âge de trois ans, et a notamment joué dans la série télévisée iCarly, où il incarne Freddie Benson, l’un des personnages principaux de la série, aux côtés de Jennette McCurdy, Miranda Cosgrove et Jerry Trainor. Il a joué aussi dans Victorious, True Jackson et bien plus. Il a joué dans de longs-métrages tels que Gym Teacher : The Movie, Game of Your Life, et Black Storm. Il a aussi joué dans Hawaii 5-0 tenant le rôle d'un enfant ayant perdu ses parents à cause d'un meurtre.

## Biographie

### Enfance
Nathan Karl Kress, est né le 18 novembre 1992 à Glendale en Californie aux États-Unis. Il a deux frères plus vieux, Andrew (né le 23 octobre 1987) et Kevin (30 mai 1990). Kress a commencé sa carrière à quatre ans quand il a démontré un talent naturel[réf. nécessaire] en mémorisant et en rejouant les émissions qu'il voyait à la télévision. Un jour, sa mère l'a emmené à une audition et c'est là que rapidement, un agent d'artiste l'a découvert et qu'il a signé un contrat. Pendant les trois années qui ont suivi, celui-ci a été modèle pour plusieurs publicités. À l'âge de six ans, il décide de mettre sa carrière d'acteur en pause pour retourner à l'école publique. Cette pause s'arrêta cinq ans plus tard quand il voulut reprendre le métier en passant plusieurs casting tel que iCarly.

### Carrière d'acteur dansiCarly
Nathan Kress a joué pendant six ans le rôle de Fredward "Freddie" Benson dans la série à succès iCarly créée par Dan Schneider aux côtés de Miranda Cosgrove, Jennette McCurdy ainsi que Jerry Trainor. Il passe le casting à l'âge de quatorze ans et réussit à avoir le rôle de Freddie que l'acteur lui-même dit très ressemblant de sa véritable personnalité. Le 23 novembre 2012, six ans après le commencement de la série, c'est la fin des tournages de la série. Le 18 janvier 2014, il reprend le rôle de Freddie Benson dans Sam et Cat lors d'un épisode.
En 2021, il reprend son rôle dans la suite de la série, ICarly.

## Vie privée
Le 15 novembre 2015, Nathan Kress se marie avec London Elise Kress. Le 21 décembre 2017, il devient papa d’une fille nommée Rosie Carolyn. Le 20 mars 2021, il devient papa d'une deuxième fille nommée Evie Elise. Le 27 juin 2023, il devient papa d'un petit garçon nommé Lincoln William.

## Filmographie

### En tant qu’acteur

#### Films
- 2014 : Black Storm de Steven Quale : Trey
- 2016 : Tell Me How I Die de D.J. Viola : Den
- 2017 : Alexander IRL de K. Asher Levin : EJ
- 2017 : Breaking Brooklyn de Paul Becker : Albee Davis

#### Téléfilms
- 2008 : Gym Teacher : The Movie de Paul Dinello :  Roland Waffle
- 2008 : iCarly va au Japon de Steve Hoefer : Freddie Benson
- 2011 : Game of Your Life de John Kent Harrison : Phillip

#### Courts-métrages
- 2005 : Pickled de Tasha Oldham : le plus jeune frère
- 2007 : Magnus, Inc. de Peter Barnes : Jacob
- 2007 : Bag de Micah Costanza : Albert
- 2017 : 8 Bodies de Colton Tran et Jennette McCurdy : l’officier de police

#### Séries télévisées
- 2005 : Dr House : Scott (saison 2, épisode 6)
- 2005-2006 : Jimmy Kimmel Live! : plusieurs rôles (4 épisodes)
- 2006 : Standoff : Les Négociateurs : Matt (jeune) (saison 1, épisode 5)
- 2007 : FBI : Portés disparus : Barry (jeune) (saison 5, épisode 13)
- 2007 : La vie de palace de Zack et Cody : Jamie (saison 2, épisode 35)
- 2007 : Drake et Josh : Toplin (saison 4, épisode 16)
- 2007 : Notes from the Underbelly : Andrew, jeune (saison 1, épisode 8)
- 2007-2012 : iCarly : Fredward "Freddie" Benson
- 2010 : Les Experts : Mason Ward (saison 10, épisode 15)
- 2010 : True Jackson : Prince Gabriel (saison 2, épisode 13)
- 2010 : Les Pingouins de Madagascar : Ronald (saison 2, épisode 7)
- 2011 : iParty with Victorious : Freddie Benson
- 2011 : Victorious : Membre du public (saison 2, épisode 9)
- 2013 : Mr. Young : Pete (2 épisodes)
- 2014 : Major Crimes : Tyler Lang (saison 2, épisode 19)
- 2014 : Sam & Cat : Freddie Benson (saison 1, épisode 23)
- 2014 : Henry Danger : Nathan
- 2014 : Growing Up Fisher : Hunter (saison 1, épisode 8)
- 2014 : Vidéo Games High School : The Law (saison 3)
- 2014 : Hawaii 5-0 : Jake Kealoha (saison 5, épisode 8)
- 2017 : Alive in Denver : Jake Kealoha (saison 5, épisode 8)
- 2017 : El Bosque Sin Salida : Jake
- 2017 : Game Shakers : lui-même (saison 2, épisode 17)
- 2021 : iCarly (2021) : Fredward "Freddie" Benson

#### Doublage
- 1998 : Babe, le cochon dans la ville (Babe: Pig in the City) de George Miller : Easy / Tough Pup
- 1998 : Chicken Little de Mark Dindal
- 2006 : Shuriken School : Eizan (saison 1, épisode 1)
- 2011 : Snowflake, le gorille blanc : Elvis
- 2016 : Lego Star Wars : Le Réveil de la Force (Lego Star Wars: The Force Awakens) de Jamie Eden et Pete Gomer : Wedge Antilles

### En tant que réalisateur
Séries télévisées
- 2015-2016 : Henry Danger (5 épisodes)
- 2016-2017 : Game Shakers (5 épisodes)